# Austrocarea albipicta
Austrocarea albipicta är en fjärilsart som beskrevs av George Francis Hampson 1905. Austrocarea albipicta ingår i släktet Austrocarea och familjen trågspinnare. Inga underarter finns listade i Catalogue of Life.